# Michelle Heimberg
Pour les articles homonymes, voir Pellacani.
Michelle Heimberg, née le 2 juin 2000 à Wettingen, est une plongeuse suisse.

## Palmarès

### Championnats d'Europe de natation
- Championnats d'Europe 2020 à Budapest ( Hongrie):
  -  Médaille d'argent du plongeon individuel à 1 m.
- Championnats d'Europe 2022 à Rome ( Italie):
  -  Médaille d'argent du plongeon individuel à 3 m.

### Championnats d'Europe de plongeon
- Championnats d'Europe 2017 à Kiev ( Ukraine):
  -  Médaille d'argent du plongeon individuel à 3 m.
- Championnats d'Europe 2019 à Kiev ( Ukraine):
  -  Médaille de bronze du plongeon synchronisé à 3 m (avec Jonathan Suckow).
- Championnats d'Europe 2025 à Antalya ( Turquie) :
  -  Médaille d'or du plongeon individuel à 3 m.
  -  Médaille de bronze du plongeon individuel à 1 m.

### Jeux européens
- Jeux européens de 2023 à Rzeszów ( Pologne)[1] :
  -  Médaille d'or du plongeon individuel à 1 m.
  -  Médaille de bronze du plongeon individuel à 3 m.